# Marissa Buccianti
Marissa Margaux Buccianti (Bayonne, New Jersey, 1990) is een Italiaans-Amerikaanse actrice. Marissa Buccianti is het meest bekend door haar rol in het computerspel Red Dead Redemption 2 uit 2018, Jack Marston.

## Biografie
Marissa Buccianti werd geboren in Bayonne, New Jersey. Haar ouders zijn van Italiaanse en Hondurese afkomst. Ze bracht haar kinderjaren en tienerjaren door in El Salvador, Guatemala en vervolgens in Afrika. Buccianti studeerde acteren op het ''The Lee Strasberg Theatre & Film Institute'' in New York.

## Filmografie

### Korte films
| Jaar | Titel        | Rol           |
| ---- | ------------ | ------------- |
| 2019 | Division Ave | Cleaning lady |
| 2019 | Eyewash      | Luisa         |

### Series
| Jaar | Titel        | Rol  |
| ---- | ------------ | ---- |
| 2018 | Motown Magic | Ella |

### Computerspellen
| Jaar | Titel                 | Rol          |
| ---- | --------------------- | ------------ |
| 2018 | Red Dead Redemption 2 | Jack Marston |